# Eleccions legislatives malteses de 1992
Les Eleccions legislatives malteses de 1992 es van celebrar el 22 de febrer de 1992. Va guanyar el Partit Nacionalista, i el seu cap Eddie Fenech Adami fou nomenat primer ministre.

## Resultats
Resum dels resultats electorals de 22 de febrer de 1992 a la Cambra de Diputats de Malta
|                                                                                         | Partit Nacionalista Partit Nazzjonalista         | 127.932 | 51,8  | 34 | - |
|                                                                                         | Partit Laborista Partit Laburista                | 114.911 | 46,5  | 31 | - |
|                                                                                         | Alternativa Democràtica Alternattiva Demokratika | 4.186   | 1,7   | -  | - |
|                                                                                         | Total (participació 95,3%)                       | 247.139 | 100.0 | 65 |   |
| Font: «Malta Elections». Arxivat de l'original el 2005-12-31. [Consulta: 14 juny 2009]. |                                                  |         |       |    |   |